# Mixia osmundae
Mixia osmundae är en svampart som först beskrevs av Nishida, och fick sitt nu gällande namn av C.L. Kramer 1959. Mixia osmundae ingår i släktet Mixia och familjen Mixiaceae.   Inga underarter finns listade i Catalogue of Life.